# Шуцманшафт
Шуцманшафт (скраћено Schuma или Hilfspolizei, скраћено Hipo — помоћна полиција), су били колаборационистички батаљони помоћне полиције сачињени од полицајаца из редова домаћег становништва које је нацистичка Немачка организовала у окупираним земљама (најчешће у источној Европи) у циљу борбе против покрета отпора. Термин хилфполицај (Hilfspolizei) такође се односи и на немачке помоћне полицијске јединице. Такође је постојао и ХИПО корпус у окупираној Данској.
Израз је углавном историјске природе; коришћен је и за неке формације које су организоване 1933. од стране ране нацистичке владе (углавном од чланова СА и СС) али су исте године распуштене због међународних протеста.
На територијама које су освојене од Совјетског Савеза, Немци су локалне помоћне полицијске снаге користили слободније. Ове добровољце су звали хилфсвилиге (Hilfswillige — добровољци-помоћници). Оне који су помагали немачкој полицији за одржавање реда, орднунгсполицај су звали шуцманшафт (Schutzmannschaft — заштитни одреди), и њихов број је нарастао на стотине хиљада.
Шуцманшафт батаљони су били организовани по националности, а сачињавали су их: Пољаци, Украјинци, Белоруси, Руси, Естонци, Литванци, Летонци и Татари. Сваки батаљон је имао прописану снагу од око 500 људи. У свим крајевима је локална полиција била значајно бројнија од одговарајућег немачког особља. На пример у области Брест-Литовска је било 26 немачких жандарма и 308 Украјинаца. У Барановичима, су била 73 немачка жандарма и 816 локалних помоћних полицајаца. До 1. јула 1942, 18½ украјинских шуцманшафт батаљона је формирано, а још три су формирана у Белорусији, састављена углавном од Украјинаца.
Локалне полицијске јединице су се слободно кретале по окупираним земљама како би се бориле против партизана или убијале Јевреје. Касније, кад су немачки губици на Источном фронту нарасли а већина Јевреја је убијена, СС је формирао војне дивизије у Украјини, Летонији, Литванији и другим земљама, сачињене углавном од ових добровољаца.

## Учешће у Холокаусту
Шуцманшафт је постао незаобилазна компонента у поступку истребљења Јевреја. У местима као што су Лавов, Житомир, Коростењ, Херсон, Каховка, Умањ, и многим другим широм Украјине, локална милиција је делом сачињавала одреде за убијање. Чланове милиције су плаћале општине, често средствима конфискованим од Јевреја. Украјинци су често коришћени за убијање деце, па је на пример у Радомишљу Ајнзацкомандо IVa могао да се ограничи на убијање одраслих мушкараца и жена.
Операциони извештај Ајнзацгрупа за СССР, Бр.88 наводи да је 6. септембра 1941, 1.107 одраслих Јевреја убијено у Радомишљу, док је украјинска милиција помогла у ликвидирању 561 детета и омладинца. СС-групенфирер Ерих фон дем Бах-Зелевски је успоставио посебно одељење надлежно за стране припаднике шуцманшафта, које се бавило регрутовањем и распоређивањем јединица на безбедностне, стражарске, и радне задатке. Иако је била малобројнија, Белоруска помоћна полиција је коришћена подједнако интензивно као и украјинска, мада је, како Ајнзацгрупа Б наводи, начелно белоруско становништво неспособно за самостална дејства против Јевреја.
- Белоруска помоћна полиција[5]
- ХИПО корпус (Данска) [6]
- Естонска помоћна полиција[7]
- Летонска помоћна полиција (укључујући Арајс командо)[8]
- Литванска помоћна полиција
- Пољска помоћна полиција[9]
- Руска помоћна полиција (касније 30. Вафен гренадирска дивизија СС (2. руска))[10]
- Украјинска помоћна полиција

## Организација
Сваки батаљон је имао команду и четири чете од по 124 човека, у којој се налазила једна митраљеска група и три пешадијске групе.

## Наоружање
Шуцманшафт је био наоружан совјетским пушкама Мосин-Наган 91/30.